# Сіссорс (Техас)
Сіссорс (англ. Scissors) — переписна місцевість (CDP) в США, в окрузі Ідальго штату Техас. Населення — 3758 осіб (2020).

## Географія
Сіссорс розташований за координатами 26°8′0″ пн. ш. 98°2′51″ зх. д. / 26.13333° пн. ш. 98.04750° зх. д. (26.133333, -98.047489).  За даними Бюро перепису населення США в 2010 році переписна місцевість мала площу 4,13 км², уся площа — суходіл.

## Демографія
Згідно з переписом 2010 року, у переписній місцевості мешкало 3186 осіб у 727 домогосподарствах у складі 671 родини. Густота населення становила 772 особи/км².  Було 802 помешкання (194/км²). 
Расовий склад населення:
| - 90,5 % — білих - 0,1 % — азіатів - 8,7 % — осіб інших рас |

До двох чи більше рас належало 0,8 %. Іспаномовні складали 97,5 % від усіх жителів.
За віковим діапазоном населення розподілялося таким чином: 39,8 % — особи молодші 18 років, 54,0 % — особи у віці 18—64 років, 6,2 % — особи у віці 65 років та старші. Медіана віку мешканця становила 23,9 року. На 100 осіб жіночої статі у переписній місцевості припадало 97,2 чоловіків;  на 100 жінок у віці від 18 років та старших — 93,8 чоловіків також старших 18 років.
Середній дохід на одне домашнє господарство  становив 32 463 долари США (медіана — 22 886), а середній дохід на одну сім'ю — 31 831 долар (медіана — 20 450). Медіана доходів становила 18 856 доларів для чоловіків та 15 875 доларів для жінок. За межею бідності перебувало 47,0 % осіб, у тому числі 63,4 % дітей у віці до 18 років та 33,7 % осіб у віці 65 років та старших.
Цивільне працевлаштоване населення становило 1084 особи. Основні галузі зайнятості: освіта, охорона здоров'я та соціальна допомога — 24,2 %, роздрібна торгівля — 16,1 %, мистецтво, розваги та відпочинок — 15,9 %.